# La Paz (Indiana)
La Paz è un comune degli Stati Uniti d'America, situato nello Stato dell'Indiana, nella contea di Marshall.